# Фарна, Эва
Эва Фарна (пол. Ewa Farna) (род. 12 августа 1993 года) — чешский музыкант, поп-рок-певица, автор песен. Фарна выпустила четыре студийных альбома на чешском языке, которые стали платиновыми в Чехии и позже были заново записаны и выпущены уже на польском. Фарна является самой молодой коммерчески успешной певицей в Чешской Республике; она не менее популярна тоже в соседней Польше.

## Биография
Эва Фарна родилась 12 августа 1993 года в польской семье в городе Тршинец, Чешская Республика. В детстве она посещала начальную школу на польском языке в г. Вендрине и художественную школу, где училась игре на пианино и танцам. Позднее обучалась в польской гимназии в Чешский Тешин Чешском Тешине, и в варшавском университете, который не окончила.
После победы на местных конкурсах талантов как в Чехии, так и в Польше в 2004 и 2005 годах, её заметил известный в Чехии продюсер, композитор и автор песен Лешек Вронка (чеш. Lešek Wronka). 6 ноября 2006, в возрасте 13 лет, она выпустила дебютный альбом «Měls mě vůbec rád», который поднялся на вершину чартов в Чехии и достиг статуса платинового. Этот альбом принёс ей много престижных наград и сделал очень популярной в Чехии и Словакии.
Второй альбом «Ticho» был выпущен 1 октября 2007. Как и первый, он также получил платиновый статус. 7 ноября 2008 состоялась премьера концертного DVD «Blíž ke hvězdám», сам концерт был записан в Праге 17 июня 2008. Это диск стал самым продаваемым DVD в Чешской Республике в 2008 году. В альбоме присутствовала одна песня на польском языке — «Tam gdzie ty».
26 октября 2009 был выпущен новый студийный альбом, озаглавленный «Virtuální». В Польше этот альбом получил номинацию поп-альбом года, а сама певица была номинирована в категории артист года.
5 ноября 2010 года вышел новый альбом на польском языке, названный «EWAkuacja». Альбом получил статус золотого уже через 2 недели после выхода, и платинового в мае 2011. Первым синглом альбома стала песня «EWAkuacja», которая завоевала многочисленные награды и призы.
В 2011 году она выиграла приз «MTV Europe Music Awards» как лучший артист из Польши и была номинирована в категории «Лучший европейский исполнитель». Она также выиграла награду как лучшую певица на конкурсе «Český slavík».
22 мая 2012 года, Эва Фарна попала в дорожно-транспортное происшествие, сама певица отделалась лишь лёгкими царапинами. По данным чешской полиции она находилась под воздействием алкоголя. В своём заявлении для прессы, Ева объяснила, что причиной аварии стала «усталость, вызванная бессонницей перед выпускными экзаменами».
22 октября 2013 года состоялся релиз польского альбома «(W)INNA?», который включил в себя вышедшие 7 июня и 18 октября синглы «Znak» и «Ulubiona Rzecz». Эва завершила 2013 год чешским синглом «Oblíbená věc» из готовящегося к выходу альбома.
14 мая 2014 года состоялась премьера сингла «Leporelo».
7 июня 2014 года на фестивале в Ополе Эва представила третий сингл альбома «(W)INNA?». Им стала песня «Tajna Misja».
6 ноября состоялась презентация нового чешского альбома «Leporelo», «близнеца» пластинки «(W)INNA?», официальная премьера назначена на 14 ноября.
6 ноября вышел двухдисковый альбомом «INNA». На первом диске записаны известные песни Эвы, такие как «Ewakuacja», «Cicho» и «Znak» в джазово-акустических аранжировках. На втором диске —- три новые песни и сингл «W Silnych Ramionach», ранее вышедший на диске композитора Томека Люберта.
В 2016 году Эва отмечает десятилетие своей музыкальной карьеры. Она обещает новый альбом, первый сингл к которому выйдет в марте, а также 11 ноября певица отыграет мегаконцерт, на котором исполнит все свои хиты.
В сентябре 2017 вышла замуж за Мартина Хобота (чеш. Martin Chobot).

## Дискография

### Альбомы на чешском языке
- 2006 — Měls mě vůbec rád
- 2007 — Ticho
- 2008 — Blíž ke hvězdám
- 2009 — Virtuální
- 2011 — 18 Live
- 2014 — Leporelo
- 2015 — G2 Acoustic Stage
- 2016 —  Best of Ewa Farna (лимитированный сборник)
- 2021 — Umami (CZ)

### Альбомы на польском языке
- 2007 — Sam na sam
- 2009 — Cicho
- 2010 — EWAkuacja
- 2011 — Live (альбом Евы Фарна)
- 2013 — (W)Inna?
- 2015 — Inna
- 2022 — Umami (PL)

### Синглы
- Měls mě vůbec rád (2006)
- Zapadlej krám (2006)
- Ticho (2007)
- La la laj (2007)
- Tam gdzie nie ma dróg (2007)
- Jaký to je (2008)
- Oto ja (дуэт с Кубой Моледа, 2008)
- Boží mlejny melou (2008)
- Cicho (2009)
- Dmuchawce, latawce, wiatr (2009)
- Toužím (2009)
- Ty jsi král (2009)
- La la laj (польская версия, 2010)
- Maska (2010)
- Stejný cíl mám dál (дуэт с Яном Бендигом, 2010)
- Nie zmieniajmy nic (дуэт с Кубой Моледа, 2010)
- Ewakuacja (2010)
- Bez łez (2011)
- Nie przegap (2011)
- Sama Sobě (2011)
- Toxique Girls (с группой Toxique, 2012)
- Znak (2013)
- Ulubiona rzecz (2013)
- Leporelo (2014)
- Tajna misja (2014)
- Z nálezů a krás (2014)
- Rutyna (2015)
- W Silnych Ramionach (feat. Lubert, 2015)
- Tu (2015)
- Na ostří nože (2016)
- Na ostrzu (2016)
- Bumerang (польская версия, 2017)
- Bumerang (чешская версия, 2017)